# Królestwo Szkocji
Królestwo Szkocji (gaelicki: Rìoghachd na h-Alba, scots: Kinrick o Scotland) – historyczne państwo w północno-zachodniej Europie, istniejące od 843 do 1707 roku. Zajmowało północną, trzecią część wyspy Wielka Brytania, i graniczyło z Królestwem Anglii od południa, z którym zostało zjednoczone jako Królestwo Wielkiej Brytanii na mocy warunków aktu unii z 1707 roku. Od 1482 roku, kiedy to Anglia przejęła kontrolę nad miastem Berwick, terytorium Królestwa Szkocji pokrywa się z granicami współczesnej Szkocji. Poza głównym obszarem na wyspie Wielkiej Brytanii, w skład Królestwa Szkocji wchodziło ponad 790 wysp.
Największym miastem w królestwie i stolicą zarazem był Edynburg. Funkcję stołeczną pełniły wcześniej takie miasta jak Scone, Dunfermline oraz Stirling. Liczba ludności Królestwa Szkocji w 1700 roku wynosiła w przybliżeniu 1,1 miliona.